# Lecania femorata
Lecania femorata är en tvåvingeart som beskrevs av Macquart 1838. Lecania femorata ingår i släktet Lecania och familjen rovflugor. Inga underarter finns listade i Catalogue of Life.